# Université d'aéronautique et d'astronautique de Nankin
L’université d’aéronautique et d’astronautique de Nankin (en chinois 南京航空航天大学, Nánjīng hángkōng hángtiān dàxué, abrégé en 南航大, Nanhangda) est une université située à Nankin, dans la province de Jiangsu, en Chine. Elle a été fondée en octobre 1952.

## Honneur
L'astéroïde (96296) Nanhangda est nommé en son honneur.